# Isamo Sekiguchi
Pour les articles homonymes, voir Sekiguchi.
Isamu Sekiguchi (関口 勇, Sekiguchi Isamu), né le 28 octobre 1910 et mort à une date inconnue, est un spécialiste japonais du combiné nordique.

## Biographie
Il a étudié au Lycée Hokuriku (ja) puis à l'université de Hokkaidō.
Lors des Jeux olympiques de 1936, Otto Dietrich présente le Japonais comme « l'artiste du Soleil-Levant ». Il se classe 29e du combiné dont 7e du concours de saut.
En 1939, il a participé au All Japan Selection Ski (ja).

## Caractéristiques physiques
Monique Berlioux le présente ainsi :

« Ce Japonais à l'éternel sourire détient le record de petitesse de tous les concurrents masculins des Jeux d'hiver. C'est un cerf-volant blanc frappé d'un globe rouge. C'est une libellule, une plume de cygne qui plane sans se presser entre ciel et terre. Il vole presque debout. Il écarte un peu les jambes et l'on songe aux ailerons d'une fléchette. »

## Résultats

### Jeux olympiques d'hiver
| Épreuve / Édition | Épreuve / Édition | Lake Placid 1932 | Garmisch-Partenkirchen 1936 |
| ----------------- | ----------------- | ---------------- | --------------------------- |
| Saut à ski        | Saut à ski        | Non partant      | -                           |
| Combiné nordique  | Combiné nordique  | -                | 29e                         |
| Ski alpin         | combiné alpin     | -                | N'a pas terminé             |

Les Jeux Olympiques comptent également comme championnats du monde sauf pour le combiné nordique.

### Championnat du Japon
- Il remporte le titre en 1930 au championnat du Japon de saut à ski (de)[4]. Il remporte le championnat du Japon de combiné nordique en 1935. Il a également réalisé des podiums au championnat du Japon de ski alpin (ja).